# BMX
Pour les articles homonymes, voir BMX (homonymie).
 (septembre 2014).
Si vous disposez d'ouvrages ou d'articles de référence ou si vous connaissez des sites web de qualité traitant du thème abordé ici, merci de compléter l'article en donnant les références utiles à sa vérifiabilité et en les liant à la section « Notes et références ».
Le BMX (bicycle motocross) est un sport extrême cycliste, physique, technique et spectaculaire. Il est divisé en deux catégories : la race où les rideurs font la course, et le freestyle où les rideurs font des figures (ou tricks en anglais). Les pratiquants de ce sport sont nommés pilotes, bicrosseurs, riders.
Le BMX race ou bicross ou BMX racing est une course entre huit concurrents qui doivent parcourir une piste de 340 à 400 m. Cette piste est parsemée de bosses qui, soit se sautent, soit s'enroulent par cabrage du vélo sur la roue arrière (manual). C'est un sport acrobatique et spectaculaire demandant des qualités physiques telles que la vélocité, la puissance, l'explosivité et l'endurance. Cette discipline, dans sa version supercross, est devenue pour la première fois une discipline olympique à l’occasion des Jeux olympiques de Pékin en 2008.
Le BMX freestyle consiste à effectuer des figures techniques et spectaculaires ; il existe plusieurs catégories : le flat, le street, le Park, le vert, le trail et le dirt. À partir de 2020, le BMX freestyle est également une discipline olympique.

## Historique

Premier Bicycle Motocross (Schwinn Sting-ray orange Krate de 1968).

Le BMX (en anglais : bicycle moto cross) apparaît en 1968 en Californie, alors qu’au même moment le motocross devient un sport très populaire aux États-Unis.
La version motorisée de ce sport est la source d'inspiration du BMX. Enfants et adolescents, animés par le désir de pratiquer le motocross alors qu’ils n’en avaient pas les moyens créent des compétitions de vélo sur des pistes qu’ils construisent eux-mêmes. Ils s'habillent d'équipements de moto cross. Le sport a pris le nom de BMX.
La compétition de BMX offre à moindres frais et proche de chez soi l’excitation d’un sport d’action et il est facile de comprendre pourquoi ce sport extrême connaît immédiatement un véritable engouement. C’est en Californie qu’il devient le plus populaire. Au début des années 1970, une structure de régulation des courses est créée aux États-Unis. Elle est considérée maintenant comme le début officiel de la compétition. Au cours de cette même décennie, cette pratique est introduite sur d’autres continents, dont l’Europe, à partir de 1978.
L'« International BMX Federation » (Fédération internationale de BMX) est créée en avril 1981 et les premiers championnats du monde se déroulent en 1982. Le BMX se développe rapidement comme un sport à part entière et, après plusieurs années, trouve plus de points communs avec les codes du cyclisme qu’avec ceux du moto cross. Depuis janvier 1993, le BMX est totalement intégré à l’Union cycliste internationale.
Le BMX race devient olympique aux Jeux olympiques d'été de 2008.
En 2016 est créée la coupe du monde de BMX Freestyle Park UCI. L'Union cycliste internationale (UCI) a reconnu le BMX Freestyle ainsi que le trial et le cross-country eliminator et a organisé les championnats du monde de cyclisme urbain en 2017. La première édition desChampionnats du monde Urban Cycling UCI 2017 a débuté en Chine, à Chengdu le mercredi 8 novembre 2017. Au cours de l'année plusieurs manches se sont déroulées en France, en Croatie, aux États-Unis, au Canada et donc en Chine en association avec le Festival international des sports extrêmes. Les vainqueurs de ces épreuves de BMX Freestyle Park sont également les premiers champions du monde UCI de la discipline.
Le BMX Freestyle Park est intégré au programme des Jeux olympiques de la jeunesse d'été de 2018 et des Jeux Olympiques de Tokyo en 2020.

## Larace
La race est la pratique la plus courante du BMX.
Une grande partie de la course se fait au départ. Quelqu'un qui part bien et qui ne fait pas de fautes par la suite, en général, remporte la course. Il ne s'agit pas de faire des figures lors des sauts d’obstacles sous peine de sanction du type carton jaune/rouge.

### Le matériel
Le vélo de bicross est petit, il possède des roues de 20 pouces (environ 50 cm) et des pneus de 20 × 1,50 à 20 × 2,125 (le plus gros à l'avant) et 20 x 1-1/8 ou 20 x 1-3/8 pour les moins de 10 ans (sauf les « Cruisers » qui ont des roues de 24 pouces). Quand on parle de 21 pouces, c'est la longueur du tube supérieur du cadre (top tube) mais les roues restent de 20 pouces ; ce vélo est particulièrement maniable ; il n'a qu'une seule vitesse : les courses sont des sprints de moins d'une minute.
L'équipement du pilote s'apparente à celui d'un pilote de motocross et, hormis les chaussures, la tenue est généralement choisie chez les équipementiers de motocross. Le vélo reçoit peu d'équipement et certains composants comme la tige de selle, les pédales ou encore le guidon, pour les plus jeunes pilotes, sont en alliage d'aluminium et, depuis quelque temps, en carbone, bien que celui-ci rende la fourche plus fragile, afin d'alléger au maximum le BMX ; son poids, pour un adulte, se situe aux environs de 12,0 kg, voire moins pour les BMX de compétition les mieux équipés, descendant parfois sous la barre des 9 kg.
Les vélos sont équipés de pédales automatiques.

### La piste

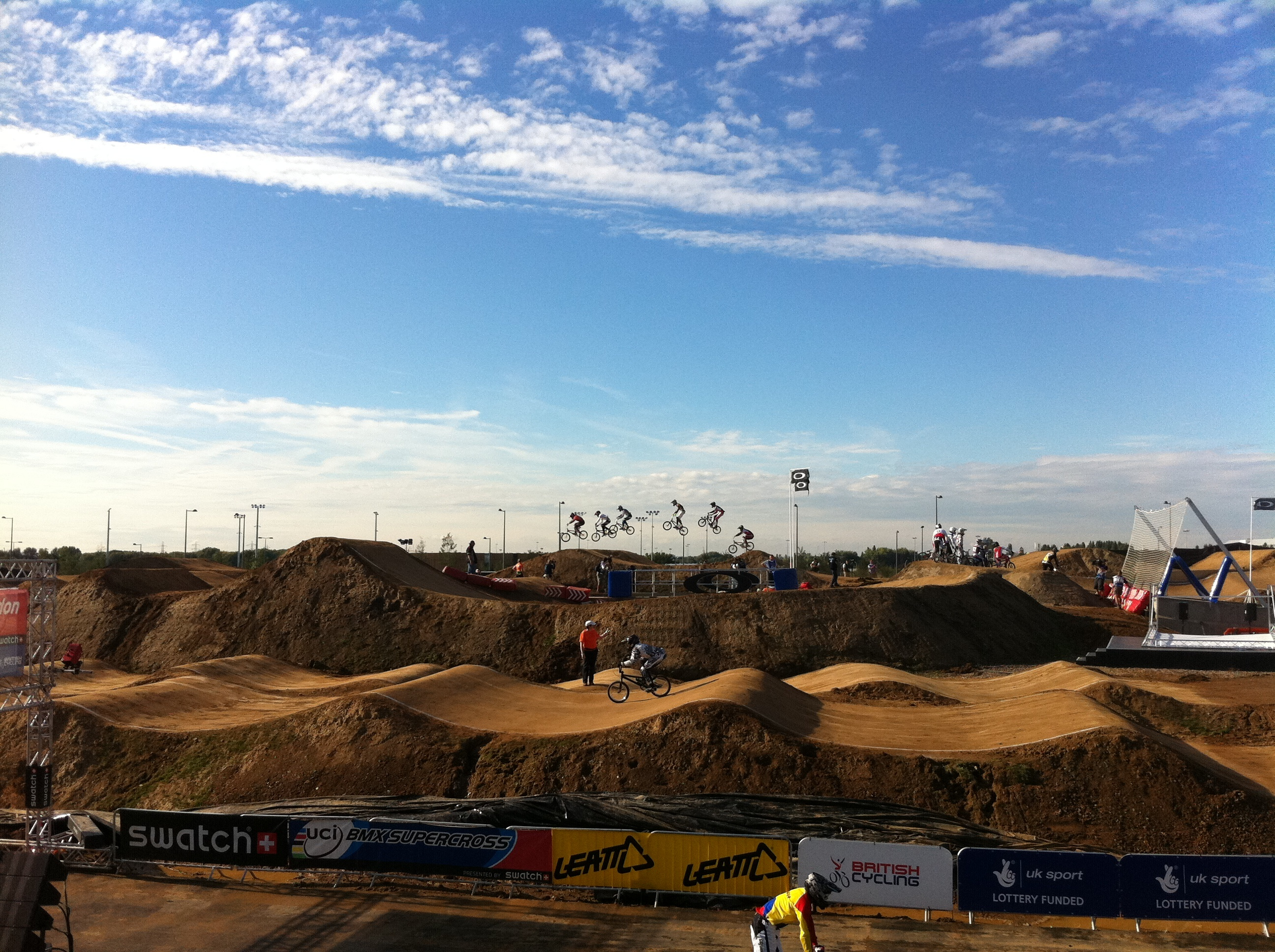
Piste olympique de Londres de 2012.

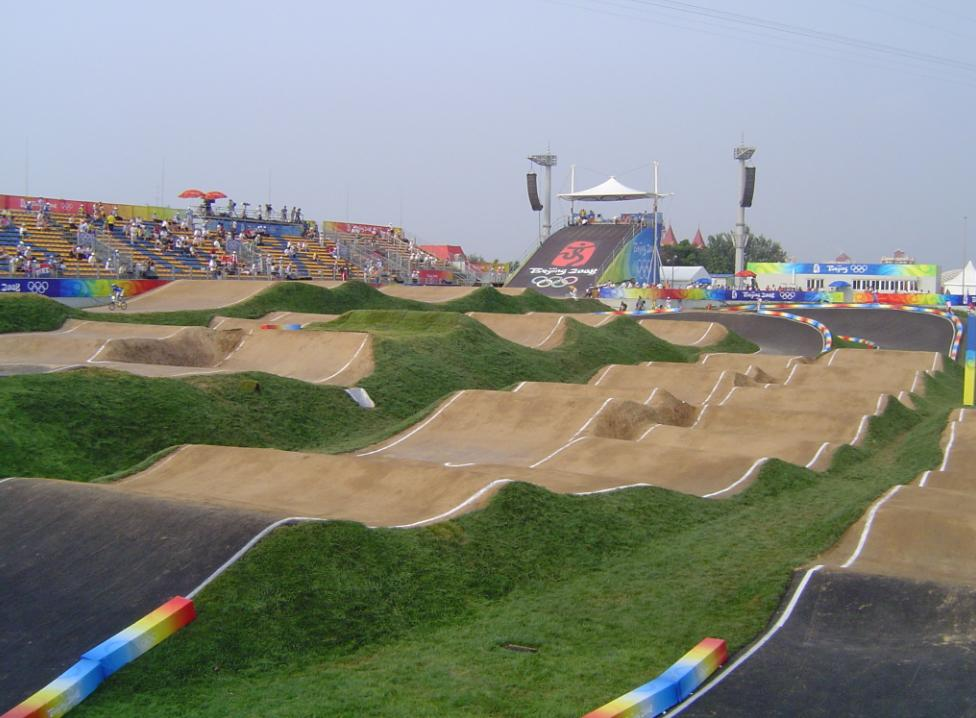
Piste des Jeux olympiques de Pékin de 2008.

Les pistes de bicross sont toutes différentes les unes des autres. Elles sont en terre battue avec un revêtement qui offre une surface très roulante pour favoriser la vitesse et la fluidité. De nos jours, il n'est pas rare de trouver des pistes comportant des virages en bitume ou en ciment. Ces pistes font entre 200 et 400 m de long, avec 3 à 6 virages et de 10 à plus de 30 bosses, dont les whoops (série de bosses à sauter par paire, triple ou à enrouler). Certaines pistes sont particulièrement sélectives afin de mettre la technique en avant.

#### Les bosses
- Simple : bosse seule ; les pilotes la passent en se mettant sur la roue arrière avant de l'atteindre (c'est ce que l'on appelle un Enroulée) ;
- Double : série de deux bosses ; elles sont écartées de 2 mètres ou plus (même si elles font rarement plus de 10 m de long) ; trois solutions sont adoptées pour passer rapidement : sur la roue arrière pendant le creux (un enroulé), avant d'arriver sur la bosse et dans le creux de la bosse (c'est un cabré-enroulé), ou en sautant d'une bosse à l'autre (ce qui est spectaculaire quand les sauts font 6 mètres ou plus de long) ; c'est l'obstacle le plus souvent rencontré sur les pistes ;
- Triple : trois bosses ;
- Table : bosse en forme de table : une montée, un plat et une descente ; le plat fait de 1 à 8 mètres de long, toujours pour favoriser les sauts ; ce type de bosse est très apprécié pour l'apprentissage du saut chez les jeunes pilotes ;
- Double asymétrique : double table, dont la première est plus courte que la deuxième ;
- Pro : table à simple bosse, au début ou à la fin de celle-ci[Laquelle ?] (en forme de chaise) ;
- Whoops : série de bosses très rapprochées (5 à 10 espacées de 2 à 5 mètres) ; il s'agit d'un obstacle intéressant car il existe de multiples manières de le passer ; souvent, les pilotes sautent ces bosses deux par deux ;
- Dromadaire : table à simple bosse, au milieu ;
- Simple pro : simple bosse suivi d'une pro ;
- Double table : double bosse suivi d'une table ;
- Simple table : bosse simple avec une table juste derrière ;
- Table table : deux tables à suivre ;
- Quadruple : série de deux doubles.

### La compétition

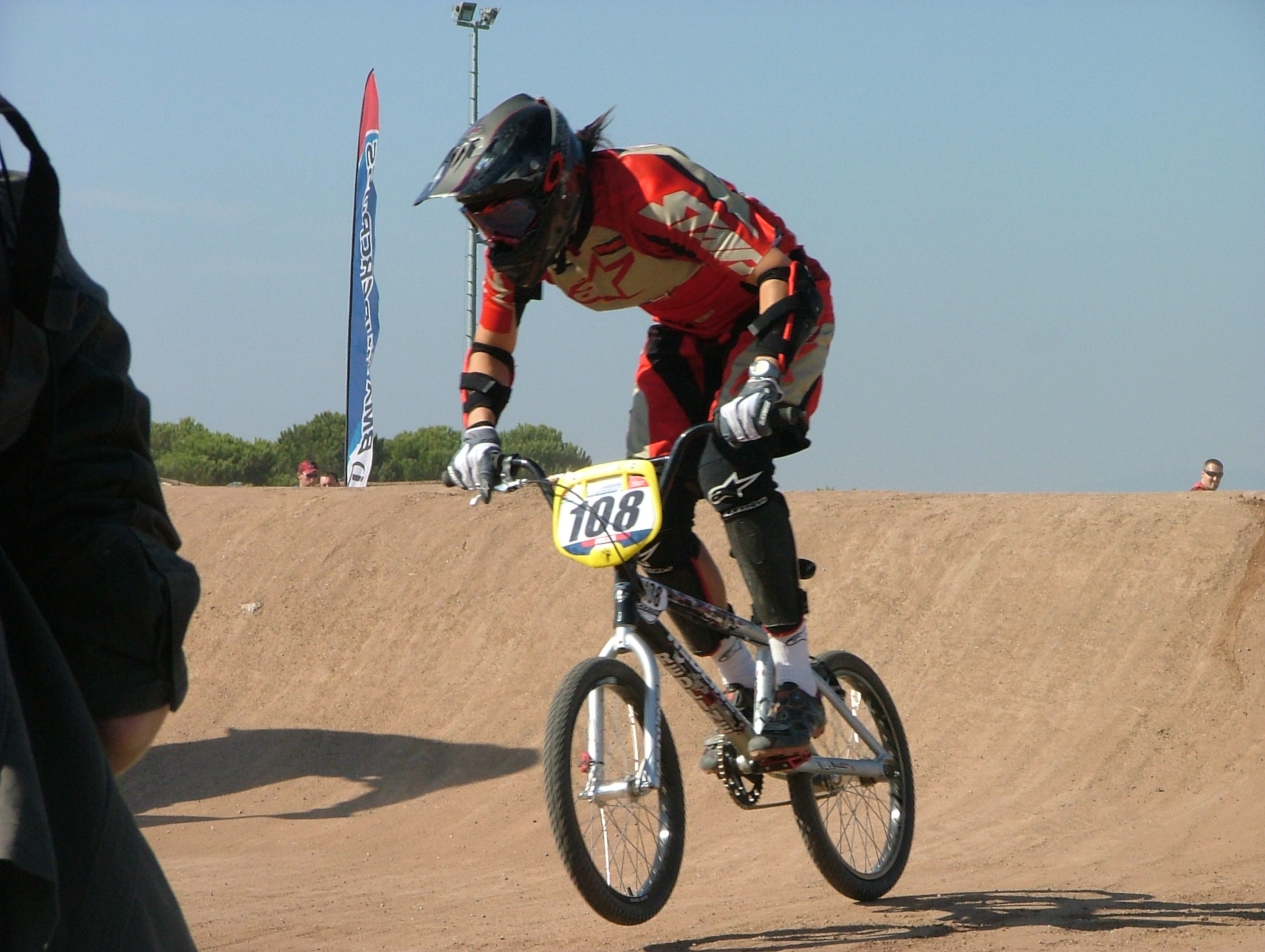
Rider en pleine course.

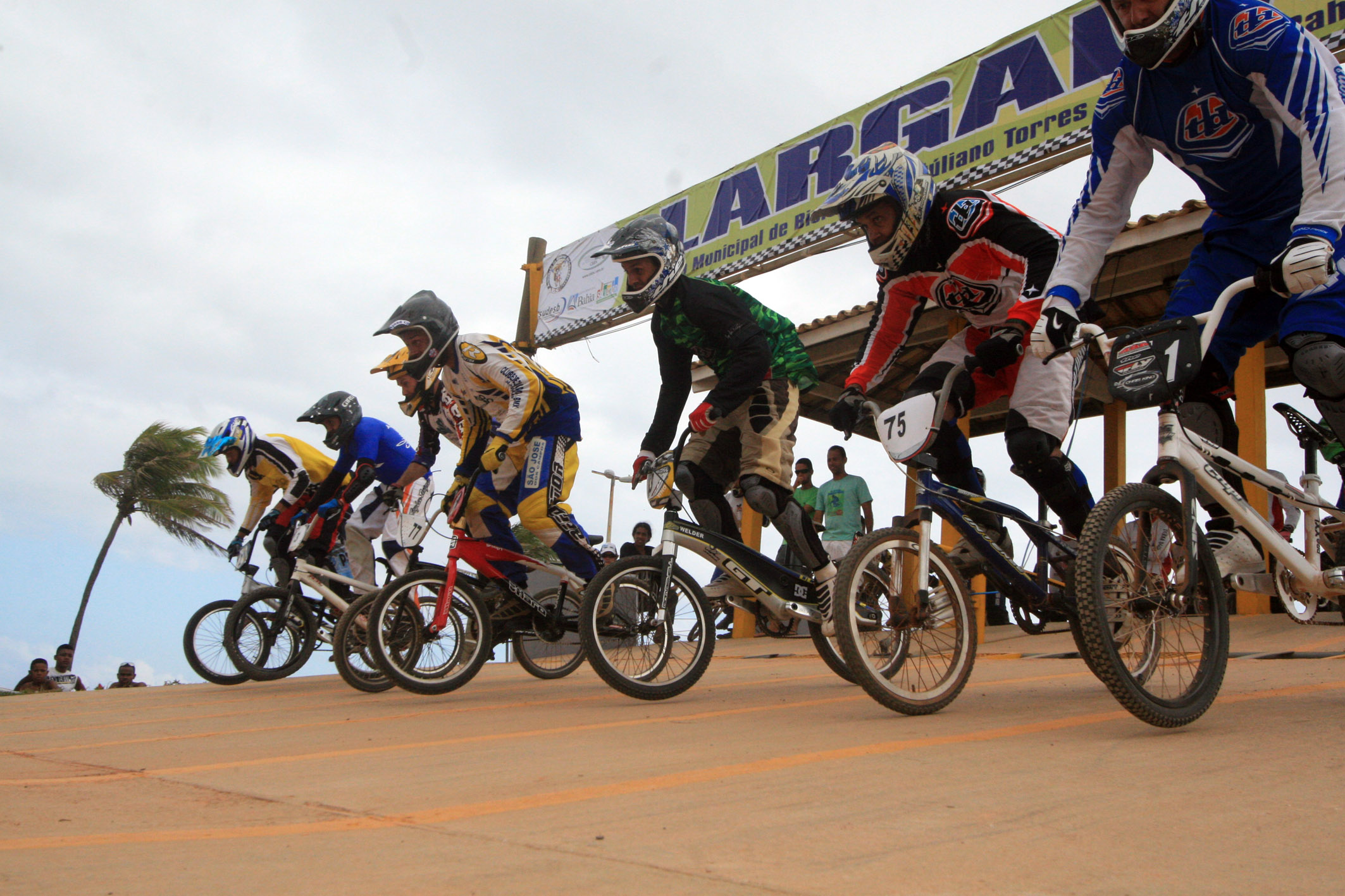
Riders au départ après la chute de la grille.

Une compétition de bicross est assimilable à un sprint où le sprinter doit franchir des haies sur une distance moyenne de 300 mètres, avec en plus, de légers dénivelés.
Les pilotes sont positionnés sur une pente, appelée butte de départ, ou start, avec la roue avant appuyée contre une grille escamotable. À l'origine, cette grille s'abaissait par un mécanisme actionné manuellement, il n'y avait pas de feu, on pouvait entendre « Attention pilotes ! Prêts pilotes ? Riders ready ? Go ! » et la grille tombait. Ce système a occasionné de nombreux faux départs et pouvait parfois blesser légèrement les pilotes qui chutaient.
Aujourd'hui, sous l'impulsion des Américains, la totalité des pays ont adopté un système de départ actionné par un piston à air, qui replie la grille vers l'avant et permet aux pilotes de s'extraire plus rapidement. Les ordres de départ sont énoncés par un haut-parleur suivant la procédure suivante homologuée : « OK Riders let set them up ! Riders ready ? Watch the gate ! ». Les concurrents regardent les feux tricolores : rouge, orange puis vert. Quand le feu passe au vert, la grille bascule vers l'avant.
En 2004, la France installe un nouveau système de grille de départ sécurisée et silencieuse, ayant la forme d'un quart de lune caissonné, qui empêche ainsi qu'un pilote ne glisse un de ses membres en dessous. Elle est notamment utilisée lors des championnats du monde de BMX UCI de Paris-Bercy en juillet 2005.
Actuellement, un nouveau système est utilisé dans certaines courses : la random gate (littéralement « grille aléatoire »), où un délai, choisi aléatoirement par un programme, s'écoule entre le Watch the gate! et la chute de la grille ; ce délai varie de 0 à 3,5 secondes ; ce type de grille favorise les réflexes et enlève l'avantage que pouvaient avoir les pilotes à domicile, connaissant exactement l'instant auquel la grille s'abaissait.
Il y a 8 pilotes maximum à s'élancer sur la piste. Si, dans une catégorie d'âge, le nombre de participants est supérieur à 8 (ce qui est souvent le cas), les pilotes font 3 manches qualificatives par groupe de 8, puis des huitièmes, quarts, demi et une finale pour chaque catégorie d'âge. Il faut être dans les 4 premiers pour passer aux manches suivantes.
Il y a environ 15 catégories, filles et garçons séparés (sauf pour les courses moyennes où il n'y a pas assez de pilotes pour le faire). Les Espoirs sont les débutants (ce terme n'était utilisé que dans les années 1990). Les plus jeunes sont les Prélicenciés (6 ans et moins) et les plus vieux sont les Vétérans (plus de 40 ans). Un champion Élite est âgé, en moyenne, de 21 ans. Ces jeunes sont des sportifs de haut niveau, reconnus par le Ministère de la jeunesse et du sport, bénéficiant d'un suivi médical.
La France fait partie du groupe de tête du BMX Race. Certains pilotes, comme Christophe Lévêque (9 fois champion du monde), ou Thomas Allier (2 fois champion du monde), sont des stars et sont allés vivre de ce sport en tant que professionnels aux États-Unis. Christophe Lévêque réside toujours aux États-Unis, en Californie. À 33 ans, il est le sportif le plus titré de l'histoire du BMX.
Les championnats du monde de BMX de 2005 ont réuni 2 500 pilotes de 45 pays à Paris-Bercy.

## Freestyle
On appelle freestyler un rider qui utilise son BMX pour faire des figures.
Au niveau français, avec l'intégration du freestyle au sein également de la Fédération française de cyclisme, la Coupe de France de BMX Freestyle Park est créé en 2017 et se déroule en trois manches au Havre, à Strasbourg et à Troyes. Cette édition 2017 a sacré champion de France de BMX Anthony Jeanjean (or), Philippe Cantenot (argent) et Maxime Vautrinot (bronze)[réf. nécessaire]. Le classement de la coupe de France de BMX Freestyle Park FFC est greffé à des organisations déjà existantes tels que le FISE ou le Winter Roula3. Tous les riders devront cependant être titulaires d'une licence FFC ou UCI en cours de validité.

### Matériel

#### Vélo

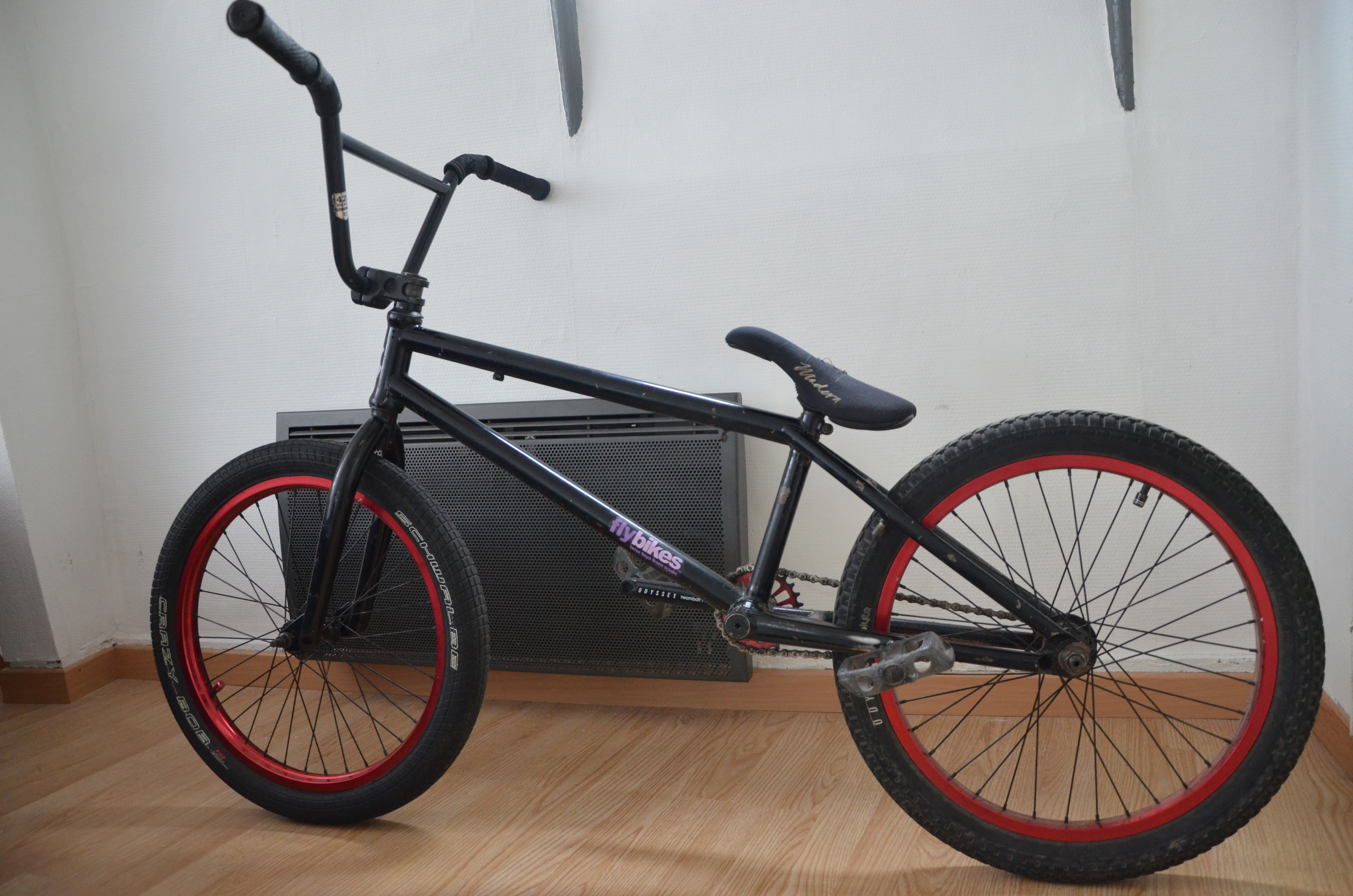
BMX street/park.

Le vélo de BMX freestyle est petit : il possède des roues de 20 pouces (environ 50 cm), et des pneus de 20 × 1,50 à 20 × 2,50 (le plus gros à l'avant). 21 pouces est la longueur du tube supérieur (« top-tube ») qui varie en fonction de la taille du rideur, la taille des roues ne variant pas. Ce vélo est particulièrement maniable et ne possède qu'une seule vitesse.
Il reçoit peu d'équipement, comme la tige de selle, les pédales ou encore le guidon. Les pièces métalliques sont faites en chrome-molybdène ou en aluminium ce qui rend le BMX le plus léger possible. Son poids se situe aux environs de 12 kg ou moins pour les BMX les mieux équipés descendant parfois sous la barre des 9 kg en l'absence de freins et de pegs (repose pieds). Les premiers vélos étaient en acier et pesaient plus de 15 kg avec deux freins et quatre pegs.
Des pegs peuvent être aux axes des roues pour faire des grinds ou pour s’en servir de repose-pieds dans le cas du flat.
Le freecoaster permet de rouler en marche arrière (fakie) sans le mouvement inverse du pédalier. Il est principalement utilisé en flat et en street.

#### Protections
Le rider peut mettre un casque bol ou intégral pour le vert, des genouillères, des protège-tibias, des coudières, des gants, etc.

### Flat

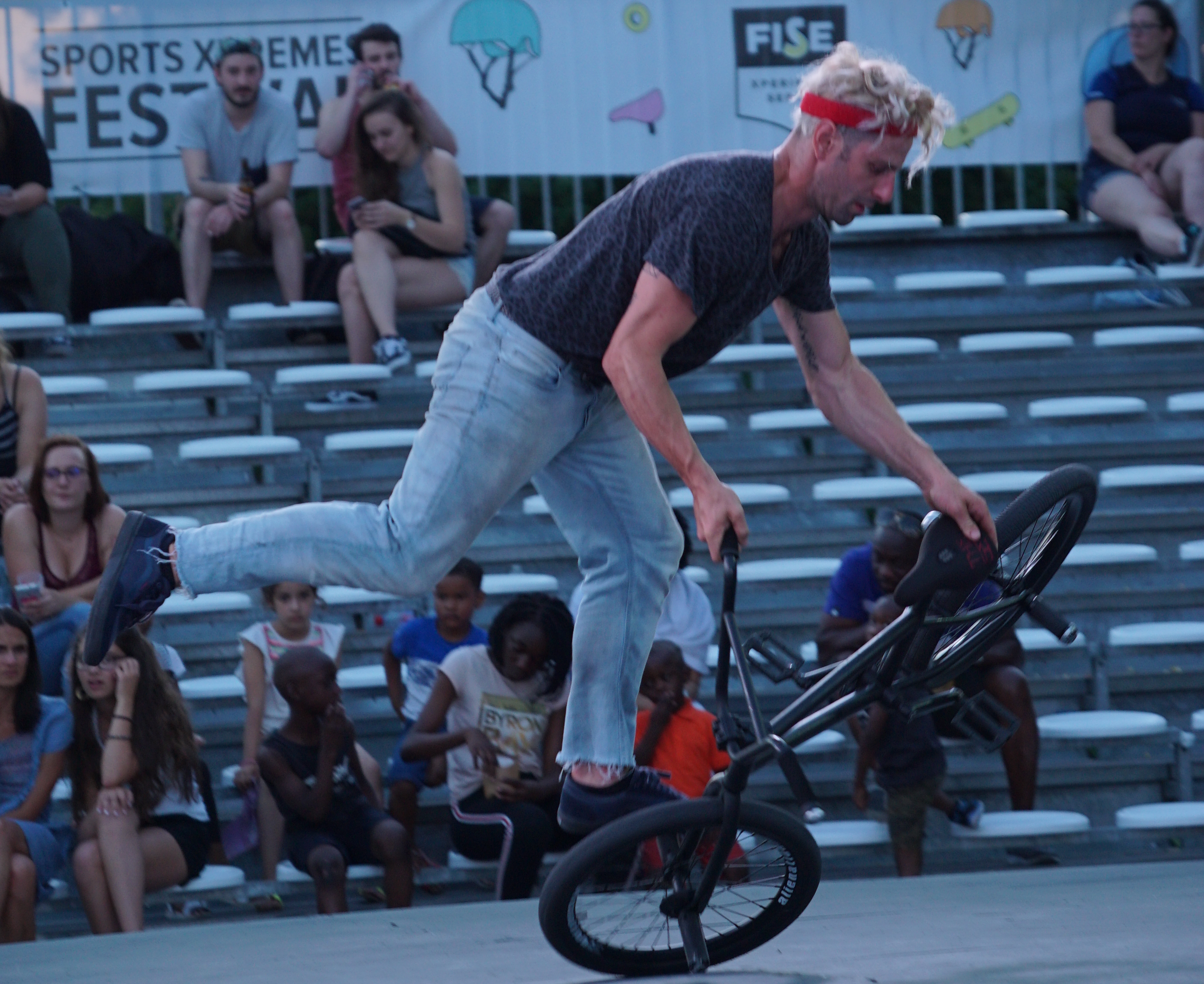
Raphaël Chiquet en 2018.

Le flat est une discipline qui consiste à faire des figures, ou enchaînements de figures, exclusivement sur un sol plat, souvent en équilibre sur une seule roue ou en utilisant des pegs.
Le flat évolue très rapidement depuis quelques années et devient plus une forme d'art qu'un sport ; c'est une discipline très exigeante que l'on peut comparer à de la danse, semblable au breakdance ou à la danse hip-hop. De fait, dans les compétitions (plus souvent appelées contests ou jams), l'originalité et le style des pratiquants sont largement mis en avant au détriment du côté purement sportif et compétitif. L'originalité des tricks fait la différence en compétition.
Pour le flat, on utilise un vélo plus court et plus léger, ce qui permet un meilleur maniement. Beaucoup de flatlanders utilisent seulement le frein avant ou pas de frein du tout, ce qui rend la pratique plus difficile mais aussi plus impressionnante et beaucoup plus fluide.
Les légendes américaines comme Bob Haro, RL Osborn, Dennis McCoy, Kevin Jones, Chase Gouin, ou européennes comme Martti Kuoppa, Viki Gomez et certains français comme Alexis Desolneux et Matthias Dandois ont fait avancer la discipline, chacun à son époque.

### Park

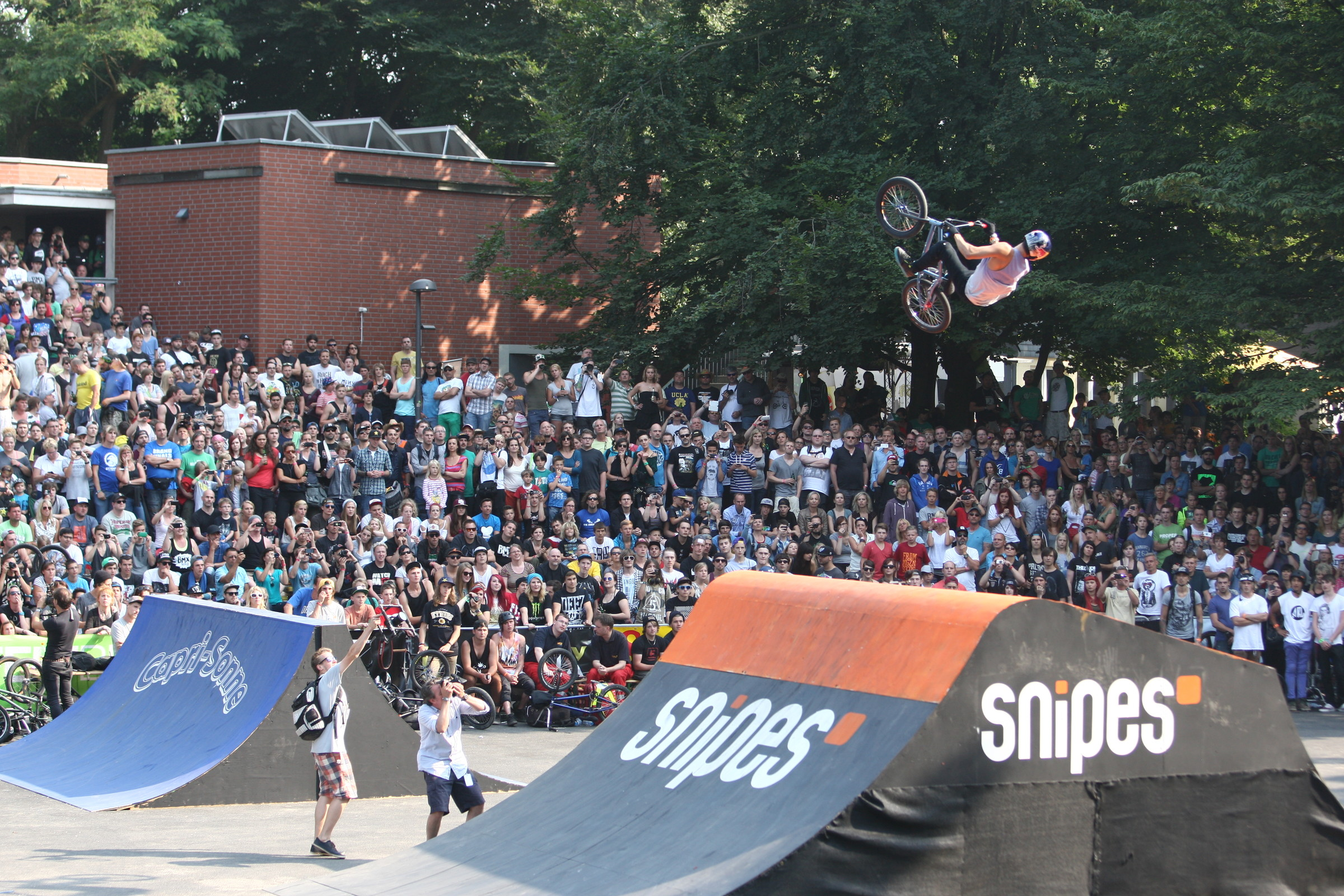
Figure sur une Fun-box en 2013 à Cologne.

Le park est la discipline la plus connue du freestyle, notamment grâce aux contests tels les X Games, les Gravity Games, le FISE, etc. Un skatepark est le plus souvent réalisé avec des rampes en bois (en intérieur) et en béton en extérieur.
Le principe du park est de réaliser des figures sur les modules présents dans l'aire du skatepark (quarters : plans inclinés, curbs, rails, walls…). C'est, en quelque sorte, la combinaison de toutes les disciplines du BMX car, grâce à la diversité des modules, il est possible de réaliser des figures aériennes comme en dirt, sur une fun-box, ou bien des grinds, comme en street, sur les curbs et rails, et des figures au sol, sur les plateformes, des quarters, comme en flat.
Le problème du park est son manque d'infrastructure. En effet, les villes sont rarement dotées de structures nécessaires à la pratique, ainsi les riders se tournent vers le street (avec les quelques inconvénients qu'il engendre : rares dégradations du mobilier urbain) ou vers le dirt car il est parfois plus facile de creuser quelques bosses en terre que de construire un skatepark.

### Street
Comme son nom l'indique le street se pratique dans la rue, sans règle ni contrainte. Le but est d'utiliser le mobilier urbain afin d'y effectuer des figures. Le rider se sert de plans inclinés, de murs, de mains-courantes, de murets sur le côté d'escalier, et de toute autre installation non prévue à cet effet. L'accessoire emblématique d'un BMX de street est ce qu'on appelle peg, sorte d'extension surdimensionnée des axes de roues qui permet de grinder (glisser), donc de faire des figures sur toute sorte d'obstacle.
Le street naît de l'absence de skateparks et cette discipline devient en vogue dans les vidéos et les magazines spécialisés. La tendance actuelle est de faire du street sans frein.
Une autre très forte tendance actuelle[réf. nécessaire] est d'enchaîner des figures le plus fluidement possible, sur plusieurs obstacles, et donc de créer une « ligne ».
La base du street est la technique du bunny hop qui consiste à décoller les deux roues sans tremplin.

### Vert

Vue latérale d’un half-pipe sur une piste de vert.

Le vert consiste à faire des figures sur une rampe appelée halfpipe, en forme de U, dont les parois finissent à la verticale (de 30 à 70 cm suivant les rampes).
Même si c'est sans doute la pratique la plus spectaculaire du BMX, elle est peut-être la moins pratiquée en 2024 car c'est une des disciplines les plus exigeantes, demandant des années d'entraînement mais surtout des infrastructures très lourdes.
Les plus grands champions de la vert sont Mat Hoffman, Dave Mirra, Jamie Bestwick, tous plusieurs fois médaillés d'or aux X Games et Gravity Games et, maintenant, au Dew Tour.
Une rampe classique mesure généralement 3,50 m (plutôt 4 m en 2024) de haut et les meilleurs arrivent à décoller de 3 m ou 4,50 m au-dessus de la rampe.
Une mode récente[Quand ?] double la hauteur d'une rampe normale, permettant des sauts à plus de 6 m.
Folie imaginée par Mat Hoffman vers 1993, cette discipline fait, depuis 1994, partie des X Games.

### Dirt

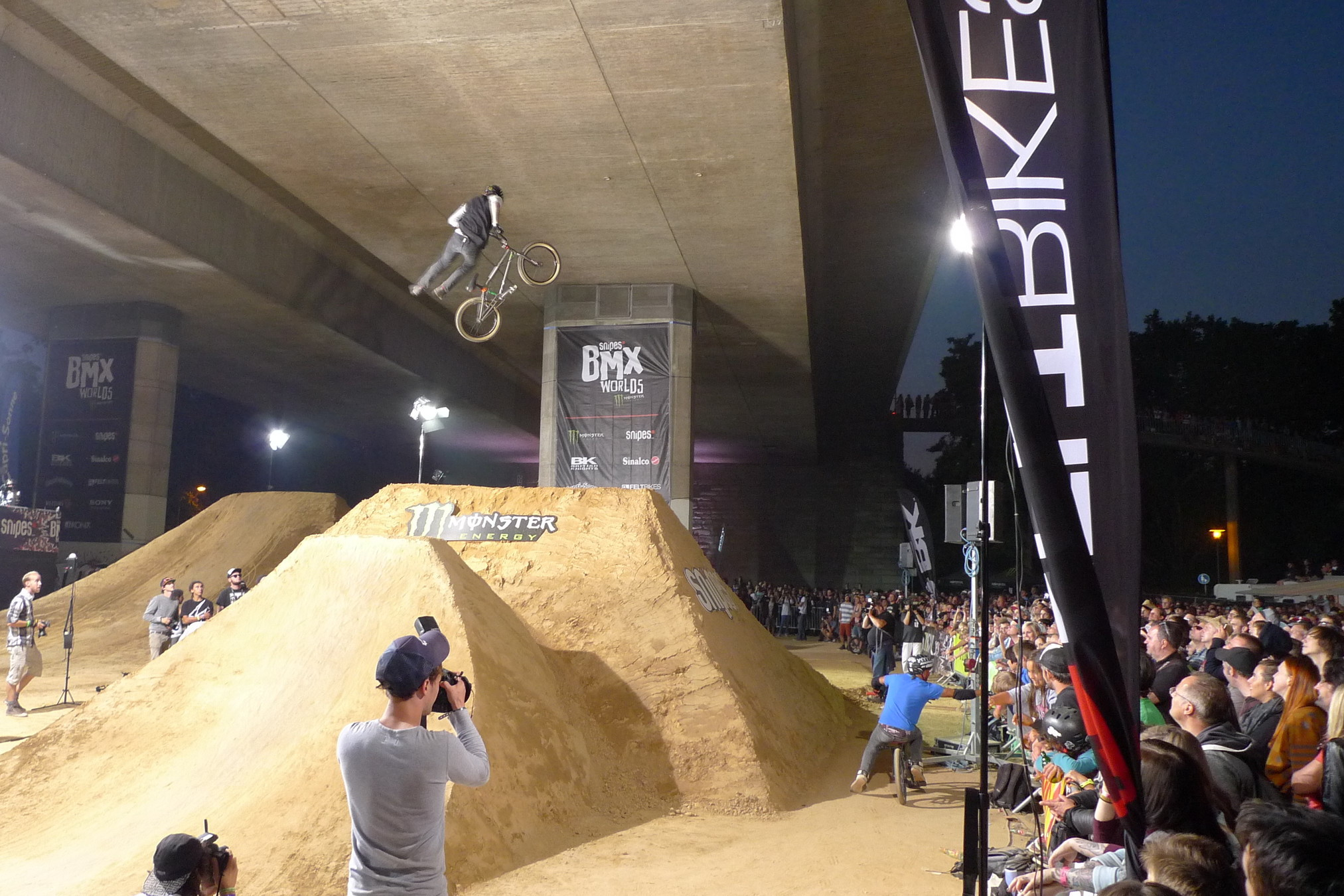
No-foot can-can sur une bosse de dirt en 2013 à Cologne.

Le dirt est la discipline qui consiste à exécuter des figures sur bosses en terre, lors de contests. Les bosses sont généralement construites par les utilisateurs eux-mêmes ; celles d'appel et celles de réception sont, en général, espacées de plusieurs mètres, formant ainsi un long creux entre elles.
En 2024, le dirt est une discipline qui demande de l'engagement afin de réussir les figures actuelles telles que 360°, backflip (salto arrière), frontflip (salto avant), tailwhip (le cadre du vélo effectue une rotation autour du tube de direction) ou busdriver, no hand, superman… La liste de ces figures est longue, et les meilleurs arrivent à en exécuter plusieurs dans un même saut.

### Trail
Un trail est un terrain vague ou une forêt où les riders érigent un « champ de bosses » ; il n'y a ni règle, ni contrainte. Pour beaucoup, le trail est considéré comme la pratique la plus « noble » car bien souvent les riders passent plus de temps à façonner la piste qu'à y rouler. Parfois, les riders creusent sur des terrains qui ne leur appartiennent pas, des enfants s'en servent comme toboggan et finissent rasés par la voirie ou les propriétaires, ce qui entraîne de plus en plus les riders à se regrouper en association pour « officialiser » leur champ de bosses.
Un « bon champ de bosses » permet « enchaînement, compression, fluidité et plaisir ». « Compression », car il faut creuser un trou et récupérer la terre pour ériger les bosses d'appel et de réception (cette opération nécessite un apport d'eau) ; le but n'est pas spécialement de faire des figures mais plutôt d'enchaîner le plus de sauts sans avoir besoin de pédaler, en « pompant » dans les compressions pour prendre de la hauteur et donc de la vitesse.
Les « creuseurs les plus authentiques » ont une éthique prônant le respect du lieu, l'aider à creuser quand ils vont sur un autre champ de bosses que le leur… C'est une communauté assez forte et très soudée.[réf. nécessaire]

### Figuresfreestyle, outricks
La figure de base est le bunny hop (saut de lapin), un saut sans tremplin.

#### Aériennes
Ces figures sont effectuées sans que les roues ne touchent le sol, quelle que soit la hauteur du saut, en dirt, trail et vert' et, aussi, en entrée ou en sortie de grind.

##### Avec les mains

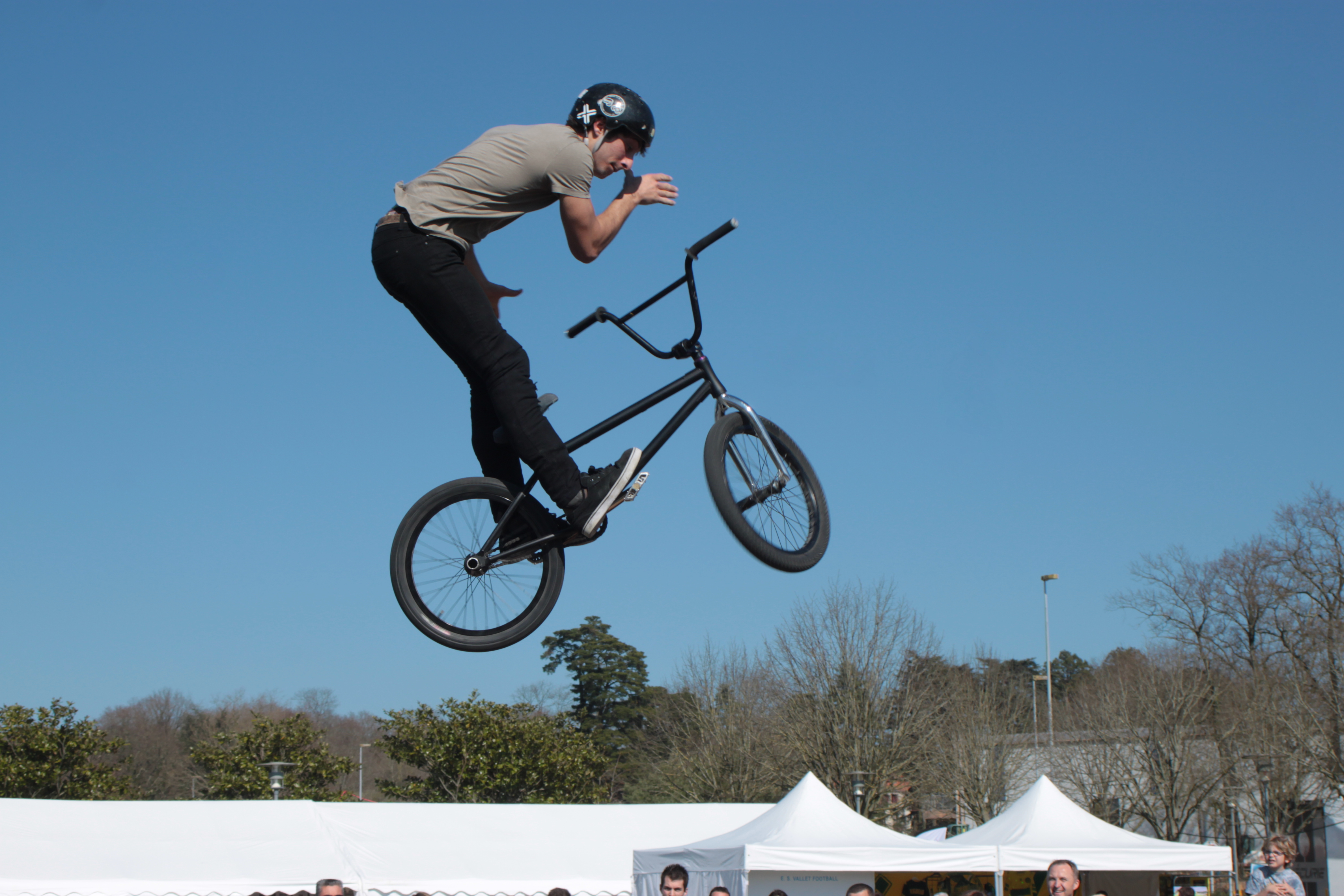
Barspin.

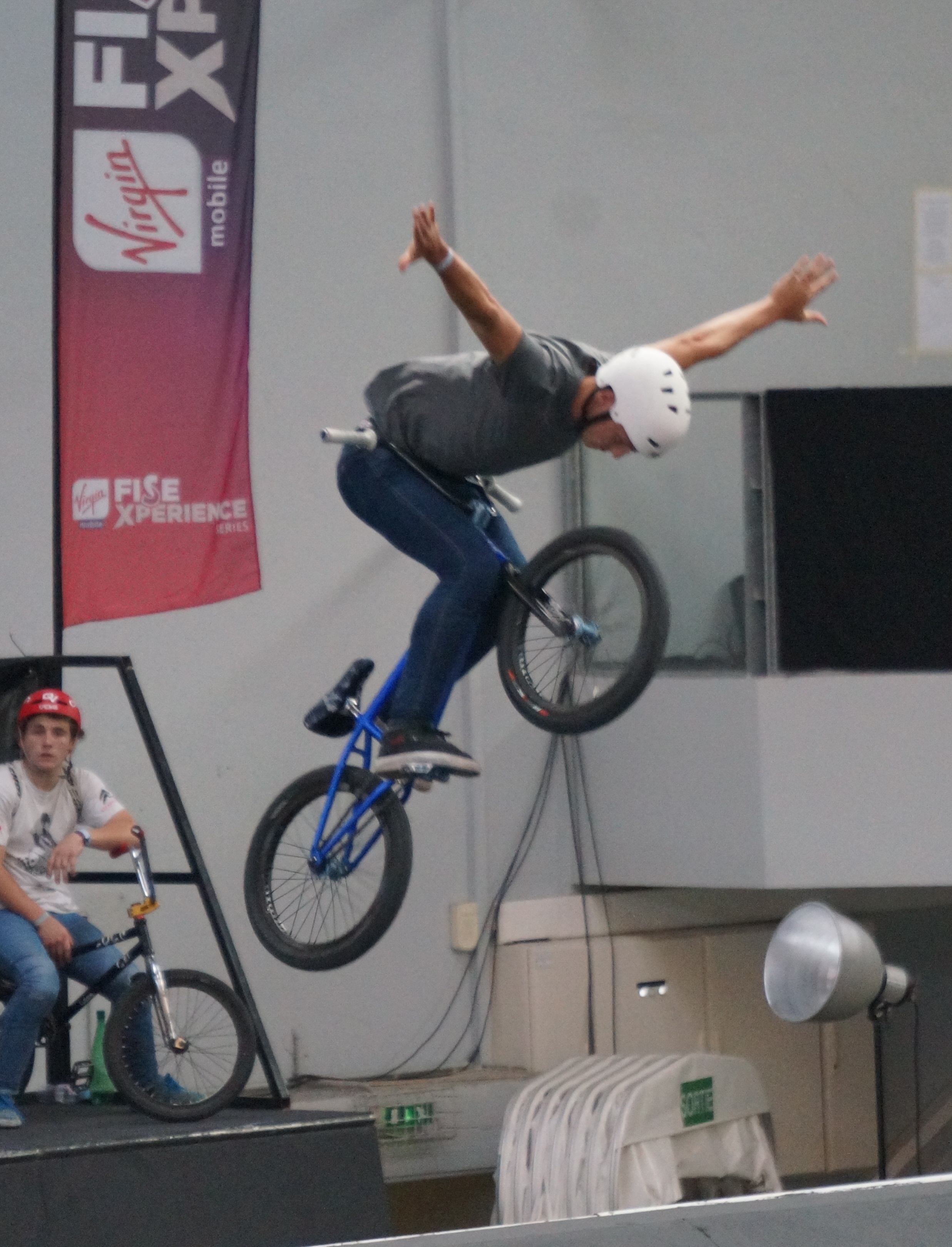
Condor (FISE Xpérience 2015).

- Busdriver : faire tourner le guidon à 360° sur lui-même, en guidant le guidon avec la main ;
- Barspin : faire un 360 ° avec le guidon sans le guider, en le lançant ;
- X-up : le guidon est tourné à 180° sans lâcher les mains ;
- Condor (inspirée du rapace du même nom) ou Tuck no hander : on place le vélo vertical, on serre les jambes et on lâche le guidon en écartant les bras vers le haut ;
- Tire grab : attraper le pneu avant avec sa main ;
- Wheel grab : évolution du tire grab, il faut stopper la roue.

##### Avec les pieds
- One foot : on enlève un pied de la pédale ;
- No foot : on enlève les pieds des pédales ;
- Can-can : on fait passer un pied du côté opposé du cadre ;
- No foot can-can : on fait passer les deux pieds du même côté du cadre en les lâchant, semblable à un can-can mais avec les deux pieds ;
- Crankflip : faire tourner le pédalier à l'envers et récupérer les pédales après un tour complet du pédalier ;
- Superman : tenir le guidon et tendre le corps et les jambes pour ressembler à... Superman en vol ;
- Nothing : sans les mains, sans les pieds, le rider lâche le vélo pendant le saut puis le rattrape avant d'atterrir.

##### Rotations sur un axe vertical

900° en vert.

- 180° : le rider et le vélo font un demi-tour,
- 360° ou 3-6 : le vélo et le rider font un tour complet ;
- 540° : le vélo et le rider font un tour et demi ;
- 720° : le vélo et le rider font deux tours complets ;
- 900° : le vélo et le rider font deux tours et demi.
- 1080° : le vélo et le rider font trois tours complets ;
- 1260° : le vélo et le rider font trois tours et demi,
- 1440° : le vélo et le rider font 4 tours complets

##### Rotations latérales
- Backflip : salto arrière ;
- Frontflip : salto avant ;

Cash-roll sur une bosse de dirt.

- Barrel-roll : saut périlleux latéral (sur le côté) ;
- Flair : c'est un backflip combiné à un 180°, la rotation ne se fait pas droite mais plutôt en diagonale de la courbe ;
- Cash-roll : 180° suivi d’un flair ou 360° combiné au frontflip ;
- 3-6-backflip : 360° combiné au backflip.

##### Autres

Tailwhip, table-top.

- Table-top : mettre le vélo à l'horizontale, parallèle au sol, en tournant le guidon vers le haut, le rider est au-dessus du vélo ;
- Invert : table-top poussé jusqu'à ce que le vélo soit à l'envers, appuyé contre le rider ;
- Motocross : même position que le table-top mais guidon tourné vers le bas ;
- Turn down : vélo vertical, mettre le vélo de travers jambes tendues et tourner le guidon à 180° voire plus ;
- Look back : semblable au turn down, mais le rider se positionne pour regarder vers l’arrière du vélo ;
- Tailwhip : tenir le guidon et lancer le cadre pour qu'il tourne de 360° autour de la potence ; on se remet sur les pédales ;
- Decade : le rider fait un 360° autour du cadre en tenant toujours le guidon avant de revenir sur les pédales ;
- Bikeflip : seul le vélo fait un backflip ; attraper la selle pour stopper la rotation du vélo et pouvoir remonter dessus avant d'atterrir ;
- Toboggan, t-bog : tenir la selle d'une main pendant que l'autre reste sur le guidon tourné à 90 degrés.

Des variantes et des combos de ces figures existent, par exemple un 360° tailwhip : le pilote fait un 360° pendant qu'il exécute un tailwhip.

#### Stalls(calages)

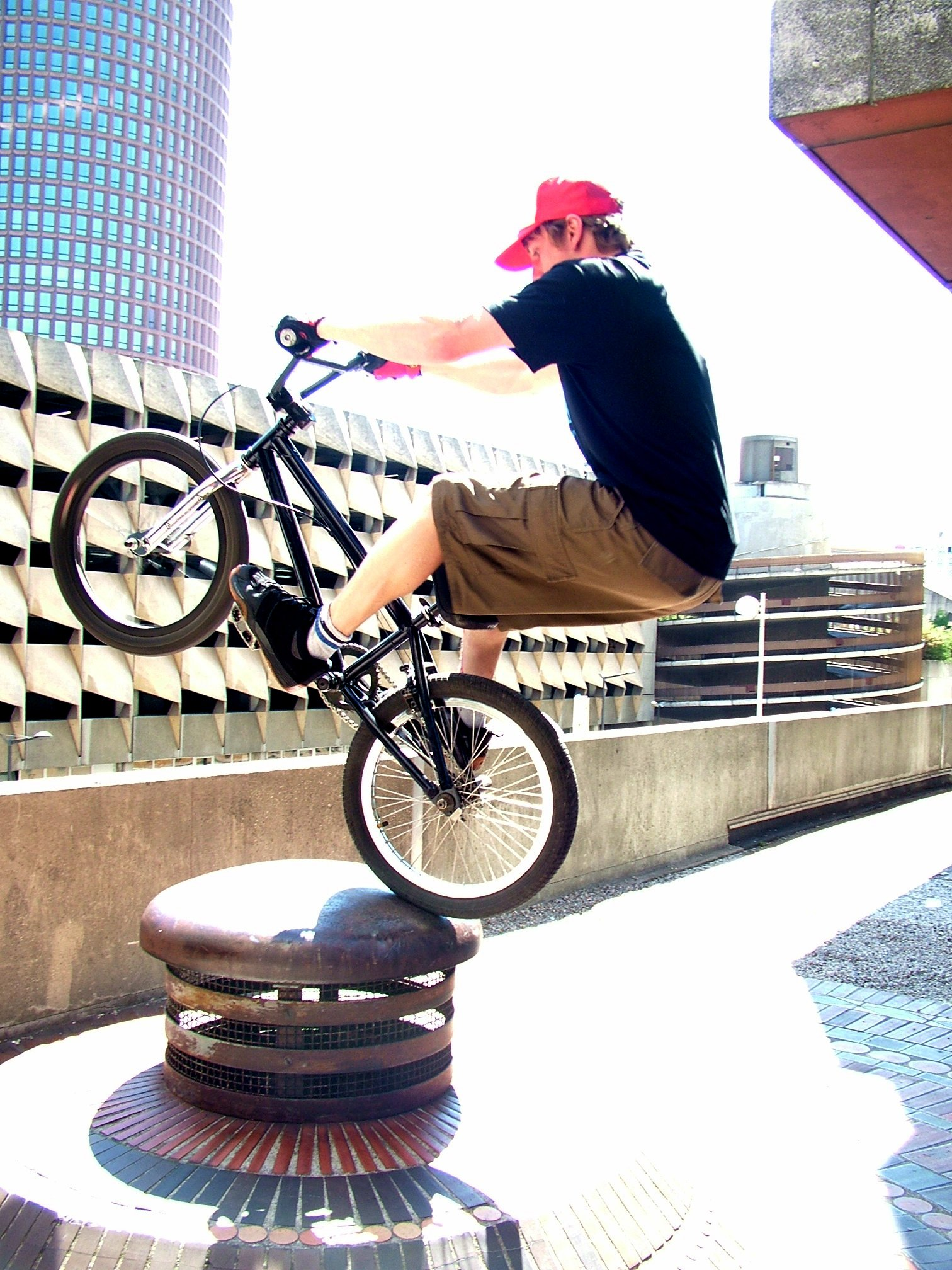
Abubaca.

C'est le fait de caler le vélo en équilibre sur le coping (corniche) du module ; se pratique avec ou sans les pegs.
- Tailtap : après un saut, atterrir en haut de la rampe au niveau du coping seulement sur la roue arrière en utilisant ou pas le frein, puis faire un bunny-up et ré-atterrir dans la courbe ;
- Disaster : 180°, calé au niveau du coping, roue avant dans la courbe, roue arrière sur la plateforme du module ;
- Rock : calé au niveau du coping, roue avant sur la plateforme du module, roue arrière dans la courbe ;
- Abubaca : sur la roue arrière en équilibre sur le coping, dos à la courbe, puis on repart en arrière en fakie ;
- Fufanu : même chose que abucaba sauf qu'on repart vers l'avant en effectuant une petite rotation.
- Icepick Stall : calage en icepick sur un coping pendant plusieurs secondes.
- Toothpick Stall : calage en toothpick sur un coping pendant plusieurs secondes.

La plupart des stalls sont ensuite des positions de grind et sont effectués avec les pegs.

#### Grinds(glissades)

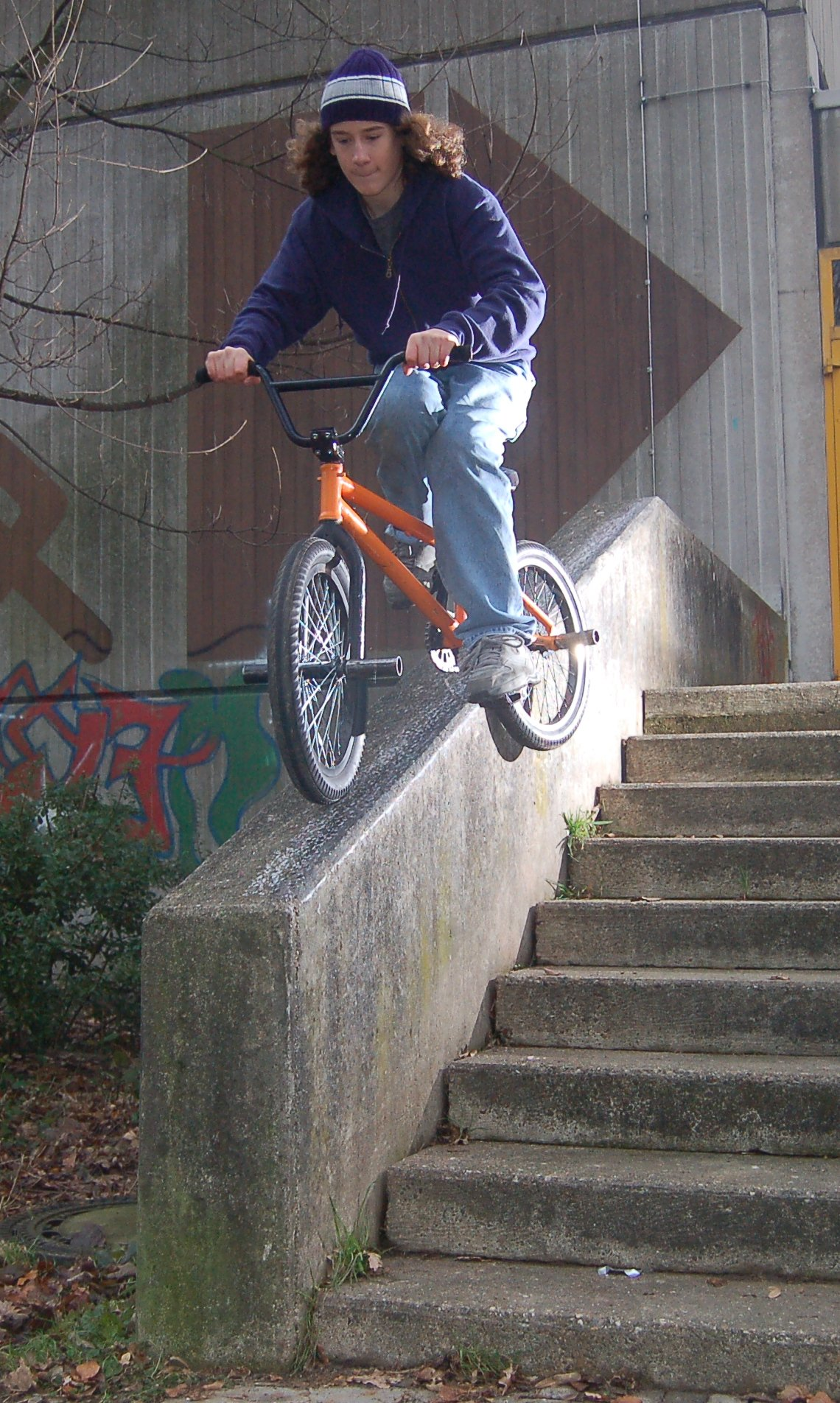
Feeble grind.

Les grinds sont équivalents à des glissades le long d'une surface (comme un rail, un rebord ou le bord de la rampe), sur une partie du vélo autre que les roues ; habituellement, on utilise des pegs, des tubes courts fixés en bout d'axe de la roue, pour glisser le long de ces surfaces ; certaines figures de grinds utilisent les pédales ou même le cadre.
- Double pegs : faire un bunny-up et poser les deux pegs sur le rail ou la corniche (les roues ne doivent pas toucher) ;
- Feeble grind : un grind basique sur une corniche ; le rider fait un bunny-up et met le peg arrière et la roue avant sur le rebord ; c'est facile à faire sur une corniche, car les rebords sont généralement plus larges que les rails ;
- Smith grind : l'étape suivante : bunny-hop, peg avant et roue arrière sur le rebord ou le rail ;
- Luc-e grind : bunny-up, tourner le guidon à 45 degrés, poser le peg arrière ou la pédale sur le rebord et se pencher en arrière, en gardant la roue avant hors sol en évitant de toucher avec le peg avant ;
- Unluc-e grind : bunny-up, peg avant ou pédale sur le rebord ou le rail, la roue arrière ne doit pas toucher ;
- Rollercoaster grind : le rider doit trouver deux rails ou suffisamment proches ; grind réussi si les pegs sont sur les deux rails ;
- Icepick grind : bunny-up, peg arrière sur le coping (barre en fer placée a l’extrémité des courbes) et faire un glissé ;
- Crooked grind : deux pegs alternés (avant droit et arrière gauche ou avant gauche et arrière droit ; attention au pédalier) ;
- Predator grind : double peg d'un côté, puis de l'autre côté ;
- Tooth-pick grind : glissade sur un peg avant, roue arrière en l'air ;
- Hangover tooth-pick : glissade sur un peg avant, roue arrière en l'air, la roue arrière retombe de l'autre côté ;
- Cranck slide : glissade sur la vis de pédale (entre manivelle et pédale)

#### Au sol

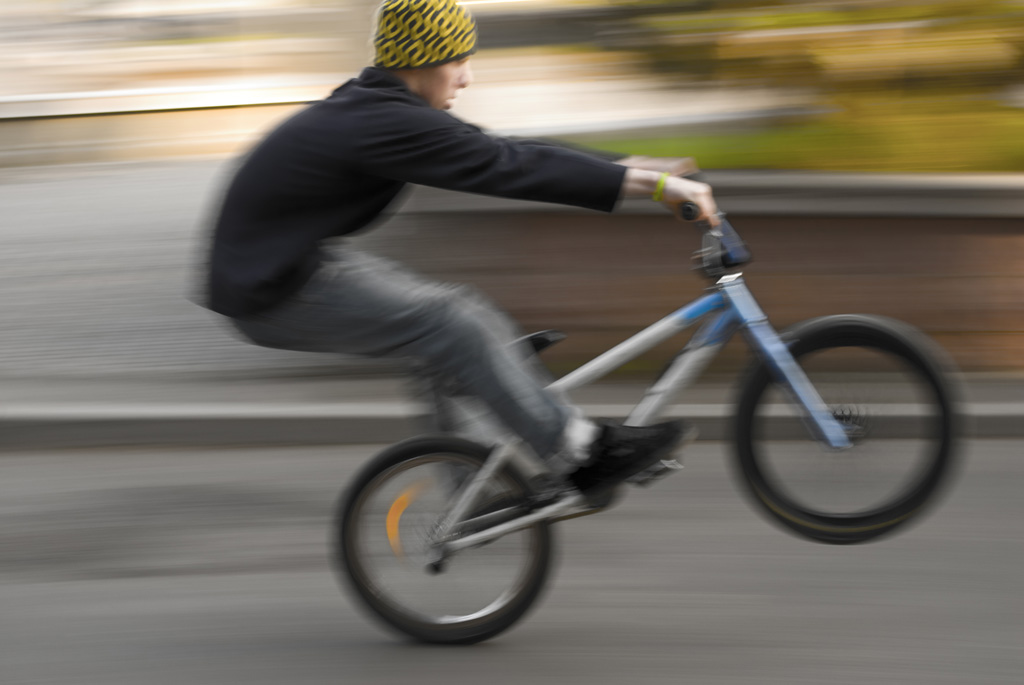
Manual.

Ces figures ne sont pas seulement utilisées en flat, mais aussi en street et sont essentiellement basées sur l'équilibre, le plus souvent avec une seule roue en contact avec le sol (les figures réalisables en l'air sont aussi réalisables au sol et vice versa).
- Bunny-up : de base en freestyle ; on décolle la roue avant du sol puis on tire encore sur le guidon en poussant sur les pédales pour décoller la roue arrière. Signifie saut de lapin en anglais ;
- Wheelie ou catwalk : faire de la roue arrière ;
- Stoppie : s'arrêter en freinant et décoller la roue arrière du sol, garder l'équilibre ;
- Endo : utiliser le frein avant pour lever la roue arrière, lorsque la roue arrière se lève, tourner le guidon pour prendre appui sur un peg de la roue avant, se tenir en équilibre en tenant la selle ;
- Fakie : rouler en marche arrière (l'utilisation d'un freecoaster, roue libre débrayable dans la roue arrière permet de ne pas tourner les pédales) ;
- Roll-back : en fakie, méthode qui permet de se retourner et de continuer en marche avant. Ça se fait par un blocage du pédalier ;
- Half-cab : faire un 180° en pivot sur la roue arrière à partir du fakie pour se retrouver en marche avant (souvent en bloquant le pédalier pour pivoter, sinon en bunny-up) ; rotation de 180° pour revenir dans le sens de la marche. (sortie de fakie)*
- Pogo avant ou arrière : maintenir le vélo en équilibre sur une roue, les deux pieds sur les pegs de la roue en contact avec le sol, freins bloqués, et sautiller ;
- Manual : évolution du wheelie, rouler en équilibre sur la roue arrière sans pédaler ;
- Nose manual : rouler en équilibre sur la roue avant ;
- G-Turn : Fackie manual avec une rotation en 180 pour revenir droit sur le sens de circulation
- Dork manual : variation du manual, le pilote a un pied sur un peg arrière, l'autre sert à garder l'équilibre ;
- Fork manual : le rider effectue un fakie avec les deux pieds sur les pegs avant ;
- Footjam : on bloque la roue avant au niveau de la fourche avec le pied, le vélo est arrêté et on garde l'équilibre avec la roue arrière levée ;
- Footjam tailwhip : footjam et on fait tourner le cadre à 360° ; lorsque le cadre revient en position on remet le pied libre sur la pédale ; on peut aussi sauter au-dessus pour recommencer une rotation du cadre… ;
- Hang-5 : variation du nose manual, avec un pied sur le peg avant et l'autre pied ballant utilisé pour garder l'équilibre ;
- Hang-10 ou hang-nothing : même chose que le hang-5 sauf, on ne pose pas les pieds sur les pegs ; les deux pieds se balancent en l'air pour garder l'équilibre, (possibilité de faire cette figure sans pegs) ;
- Hang-5 Pressure : variation du nose manual, avec un pied sur le peg avant et l'autre pied sur la pédale.
- 180° : faire un bunny-up et une fois en l'air tourner à 180°

##### Half cab
Les half-cab sont des tricks qui passent du fackie au sens normal de circulation, il existe autant de variantes qu'il existe de figures de BMX. En voici une liste non exhaustive (Oppo signifie opposite, qui n'est pas le sens de rotation normal du rider. Switch signifie qui n'est pas le sens des pédales normal du rider.)
- Half-cab : faire un 180° en pivot sur la roue arrière à partir du fakie pour se retrouver en marche avant (souvent en bloquant le pédalier pour pivoter, sinon en bunny-up) ; rotation de 180° pour revenir dans le sens de la marche. (sortie de fakie)
- Full-Cab : rotation de 360° en fackie et retomber en fackie (nécessite un half-cab pour revenir droit)
- Cab 540 : rotation 540° en fackie pour repartir en avant.
- Half-cab Barspin (busdriver) : fackie 180 avec un bus, il peut exister des variantes en oppo et switch
- Half-cab whip : fackie 180 avec un whip, comme le bus il peut exister avec des variantes en oppo et en switch
- Half-cab downside whip : fackie 180 avec un downside whip (rotation du corps dans un sens et rotation du whip dans l'autre.)

## Le BMX dans la culture populaire
Le BMX apparaît tout d’abord en 1977 dans un épisode de Chips où Ponch et Jon (les deux héros de la police autoroutière de Californie, la California Highway Patrol) montrent à la légende américaine Anthony Sewell comment sauter par-dessus un trou de boue.
En 1982, Steven Spielberg met à l'honneur le BMX dans le film E.T. l'extra-terrestre, les jeunes héros sont doublés par les stars du bmx de l'époque : Bob Haro, Mike Buff, R.L Osborn entre autres, dans la scène de poursuite par des policiers en voiture.
L'année d'après, en 1983, le film australien Le Gang des BMX, (BMX Bandits) présentant Nicole Kidman dans l'un des premiers rôles, révèle les exploits de deux pros du BMX.
Quelques décennies plus tard, le 3 août 2011, sort en France Super 8. Ce film de J. J. Abrams rend hommage au cinéma de Spielberg, ainsi qu'au bon vieux BMX qui permet de porter secours aux extraterrestres égarés sur Terre…
Le 7 décembre 2011, le Musée national du sport, à Paris, inaugure une exposition appelée Béton hurlant qui dure six mois. Cette exposition retrace l'histoire des sports de glisse urbaine qui fait la part belle au BMX freestyle.